# George Constantine
George Constantine (Southbridge, Massachusetts, 22 februari 1918 – Southbridge, 7 januari 1968) was een Formule 1-coureur uit de USA. Hij reed 1 Grand Prix; de Grand Prix van de Verenigde Staten van 1959 voor het team Cooper. In deze race viel hij uit door een oververhitte motor. 
In 1959 won hij de Nassau Trophy Race in een Aston Martin DBR2, hij versloeg in die race onder meer Jack Brabham en Wolfgang von Trips. 